# Moira Foot
Moira Foot (ur. 19 czerwca 1953 w Northampton) – brytyjska aktorka. Występowała w roli Denise Laroque w serialu ’Allo ’Allo!, w którym pojawia się w piątej serii. Foot swoją aktorską karierę rozpoczęła na przełomie lat 60. i 70.

## Filmografia
- 1975–1976: The Benny Hill Show (różne role)
- 1988: ’Allo ’Allo! jako Denise Laroque
- 1994: The Best of ’Allo ’Allo! jako Denise Laroque